# Fridolina Rolfö
Fridolina Rolfö (Kungsbacka, 24 november 1993) is een voetbalspeelster uit Zweden. Ze komt als aanvaller uit voor Manchester United in de Super League.

## Clubcarriere
Rolfö begon met voetballen bij Tölö, waarna ze voor Jitex BK haar debuut maakte in de Damallsvenskan in 2011. Ze speelde als rechtsbuiten, zodat ze naar binnen kon komen en het doel onder vuur kon nemen met haar linkerbeen. Rolfö maakte haar eerste drie competitiedoelpunten op 5 mei 2011 in een 9-0 overwinning op het gepromoveerde  Dalsjöfors GoIF met een hattrick door de eerste drie doelpunten te maken. Ze werd door Göteborgs-Posten uitgeroepen tot 'talent van het jaar'.
In 2014 tekende Rolfö een contract bij Linköpings FC en wist gelijk een hattrick te maken tijdens haar debuut in de Champions Leaguewedstrijd tegen Engels kampioen Liverpool.
In november 2016 werd bekend dat Rolfö een contract had getekend bij Duits landskampioen FC Bayern München. Ze tekende een contract voor anderhalf jaar, die inging vanaf 1 januari 2017. Ze maakte haar debuut in de Bundesliga in een 2-1 thuisoverwinning op FF USV Jena door als invalster in het veld te komen voor Melanie Leupolz in de 68ste minuut. Rolfö maakte haar eerste doelpunt in de Bundesliga op 1 oktober 2017 in een 4-0 uitoverwinning op TSG 1899 Hoffenheim. In al haar drie seizoenen bij FC Bayern München eindigde Rolfö met de club achter VfL Wolfsburg.
In mei 2019 maakte Rolfö de overstap naar VfL Wolfsburg waar ze een tweejarig contract tekende. Op 25 augustus 2020 maakte Rolfö het enige doelpunt tegen FC Barcelona in halve finale van de Champions League 2019/20 waardoor Wolfsburg zich plaatste voor de finale. Deze ging met 1-3 verloren tegen het Franse Olympique Lyon. Op 30 juni 2021 liet Rolfö Wolfsburg achter haar nadat haar contract afliep.
Rolfö tekende op 7 juli 2021 een tweejarig contract bij FC Barcelona. Op 4 september 2021 maakte ze haar officiële debuut voor de Catalaanse club door in te vallen voor Mariona Caldentey in een 5-0 overwinning op Granadilla Tenerife. Een week later maakte Rolfö haar eerste doelpunt voor de club door het vierde doelpunt te maken in een 5-0 overwinning op Real Betis.
In januari 2023 verlengde Rolfö haar contract bij Barcelona tot 30 juni 2026. In de finale van de Champions League 2022/23 maakte Rolfö de winnende 3-2 treffer tegen haar oude club VfL Wolfsburg waardoor FC Barcelona voor de tweede maal de Champions League wist te winnen.
Op 5 september 2023 maakte Rolfö bekend laparoscopie te ondergaan in de meniscus van haar rechterknie. Ze maakte haar comeback op 17 maart 2024, waarna ze in deze wedstrijd het openingsdoelpunt maakte in de 8ste minuut in een 7-0 overwinning op USD Tenerife. Rolfö speelde dat seizoen zowel als back als vleugelaanvaller en nam de penalty's van FC Barcelona, waarna ze terugkeerde op haar oude niveau en FC Barcelona hielp aan Champions League overwinningen tegen Chelsea FC op Stamford Bridge en winst in de finale van de Champions League 2024/25.
FC Barcelona maakte op 7 juli 2025 bekend overeenstemming te hebben bereikt tot het ontbinden van het contract van Rolfö. Ruim een maand later tekende ze een tweejarig contract bij Manchester United.

## Statistieken
| Seizoen | Club              | Land      | Competitie   | Wedstrijden | Doelpunten |
| ------- | ----------------- | --------- | ------------ | ----------- | ---------- |
| 2011    | Jitex             | Zweden    | DAM          | 9           | 5          |
| 2011    | Kungsbacka        | Zweden    | ELI          | 4           | 0          |
| 2011    | Jitex             | Zweden    | DAM          | 12          | 4          |
| 2012    | Jitex             | Zweden    | DAM          | 16          | 3          |
| 2013    | Jitex             | Zweden    | DAM          | 22          | 4          |
| 2014    | Linkoping         | Zweden    | DAM          | 20          | 8          |
| 2015    | Linkoping         | Zweden    | DAM          | 18          | 3          |
| 2016    | Linkoping         | Zweden    | DAM          | 13          | 5          |
| 2016/17 | Bayern Munchen    | Duitsland | FRB          | 5           | 0          |
| 2017/18 | Bayern Munchen    | Duitsland | FRB          | 19          | 9          |
| 2018/19 | Bayern Munchen    | Duitsland | FRB          | 16          | 9          |
| 2019/20 | Wolfsburg         | Duitsland | FRB          | 11          | 6          |
| 2020/21 | Wolfsburg         | Duitsland | FRB          | 14          | 3          |
| 2021/22 | FC Barcelona      | Spanje    | PDF          | 26          | 9          |
| 2022/23 | FC Barcelona      | Spanje    | PDF          | 21          | 8          |
| 2023/24 | FC Barcelona      | Spanje    | PDF          | 7           | 5          |
| 2024/25 | FC Barcelona      | Spanje    | PDF          | 23          | 5          |
| 2025/26 | Manchester United | Engeland  | Super League | 0           | 0          |
| Totaal  | Totaal            | Totaal    | Totaal       | 255         | 86         |

Laatste update: 16 augustus 2025

## Interlandcarriere
Rolfö maakte als speelster van Linköpings FC haar debuut voor het Zweedse nationale team onder bondscoach Pia Sundhage in een 2-1 vriendschappelijke nederlaag tegen Duitsland in Eyravallen op 29 oktober 2014. In haar vijf minuten durende invalbeurt wist Rolfö bijna de Duitse keepster Nadine Angerer te passeren.
Rolfö was met haar land actief op de Olympische Zoemrspelen 2016 in Rio de Janeiro, Brazilië. Hier hielp ze haar land aan zilveren medaille na de finale te hebben verloren tegen Duitsland. Rolfö kwam niet in actie tijdens de finale nadat ze een zware blessure had opgelopen in de kwartfinale tegen Verenigde Staten.
Op het WK 2019 in Frankrijk was Rolfö eveneens van de partij. Ze maakte het eerste Zweeds doelpunt in een 5-1 overwinning op Thailand. Zweden behaalde de halve finales, waarin Nederland na een doelpunt van Jackie Groenen in de verlenging te sterk was. Zweden wist de troostfinale tegen Engeland wel met 2-1 te winnen, waarna Rolfö en haar landgenoten met de derde plek naar huis gingen.
Rolfö werd opnieuw geselecteerd voor de Olympische Zomerspelen 2020 in Tokio, Japan. Ze kwam in elke wedstrijd in actie behalve het derde groepsduel tegen Nieuw-Zeeland. Ze maakte drie doelpunten in vijf wedstrijden en wist met haar land een zilveren medaille te behalen door na penalty's te verliezen in de finale tegen Canada.
Op 13 juni 2023 werd Rolfö opgenomen in de Zweedse selectie voor op het WK 2023 in Australië en Nieuw-Zeeland. Ze maakte het eerste doelpunt in de  2-0 overwinning in de troostfinale op gastland Australië waarna Zweden opnieuw op de derde plaats eindigde. Twee weken later onderging Rolfö een knieoperatie om haar meniscus te herstellen. Als gevolg hiervan stond ze de rest van het voetbaljaar 2023 buitenspel.
1: Lindahl ·
2: Andersson ·
3: Sembrant ·
4: Glas ·
5: Fischer ·
6: Eriksson ·
7: Janogy ·
8: Hurtig ·
9: Asllani ·
10: Jakobsson ·
11: Blackstenius · 12: Falk · 13: Ilestedt · 14: Roddar · 15: Björn · 16: Zigiotti Olme · 17: Seger · 18: Rolfö · 19: Anvegård · 20: Larsson · 21: Mušović · 22: Schough · 23: Rubensson · Coach: Gerhardsson